# Kroksjön (Södra Unnaryds socken, Småland, 631763-136193)
Kroksjön är en sjö i Hylte kommun i Småland och ingår i Lagans huvudavrinningsområde. Sjön har en area på 0,319 kvadratkilometer och ligger 148,1 meter över havet. Vid provfiske har bland annat abborre, braxen, gers och gädda fångats i sjön.

## Delavrinningsområde
Kroksjön ingår i det delavrinningsområde (631775-136196) som SMHI kallar för Mynnar i Unnen. Medelhöjden är 167 meter över havet och ytan är 38,73 kvadratkilometer. Det finns inga avrinningsområden uppströms utan avrinningsområdet är högsta punkten. Vattendraget som avvattnar avrinningsområdet har biflödesordning 4, vilket innebär att vattnet flödar genom totalt 4 vattendrag innan det når havet efter 142 kilometer. Avrinningsområdet består mestadels av skog (76 procent). Avrinningsområdet har 1,42 kvadratkilometer vattenytor vilket ger det en sjöprocent på 3,7 procent. Bebyggelsen i området täcker en yta av 0,98 kvadratkilometer eller 3 procent av avrinningsområdet.

## Fisk
Vid provfiske har följande fisk fångats i sjön:
- Abborre
- Braxen
- Gärs
- Gädda
- Lake
- Mört